# Tự do lộ ngực

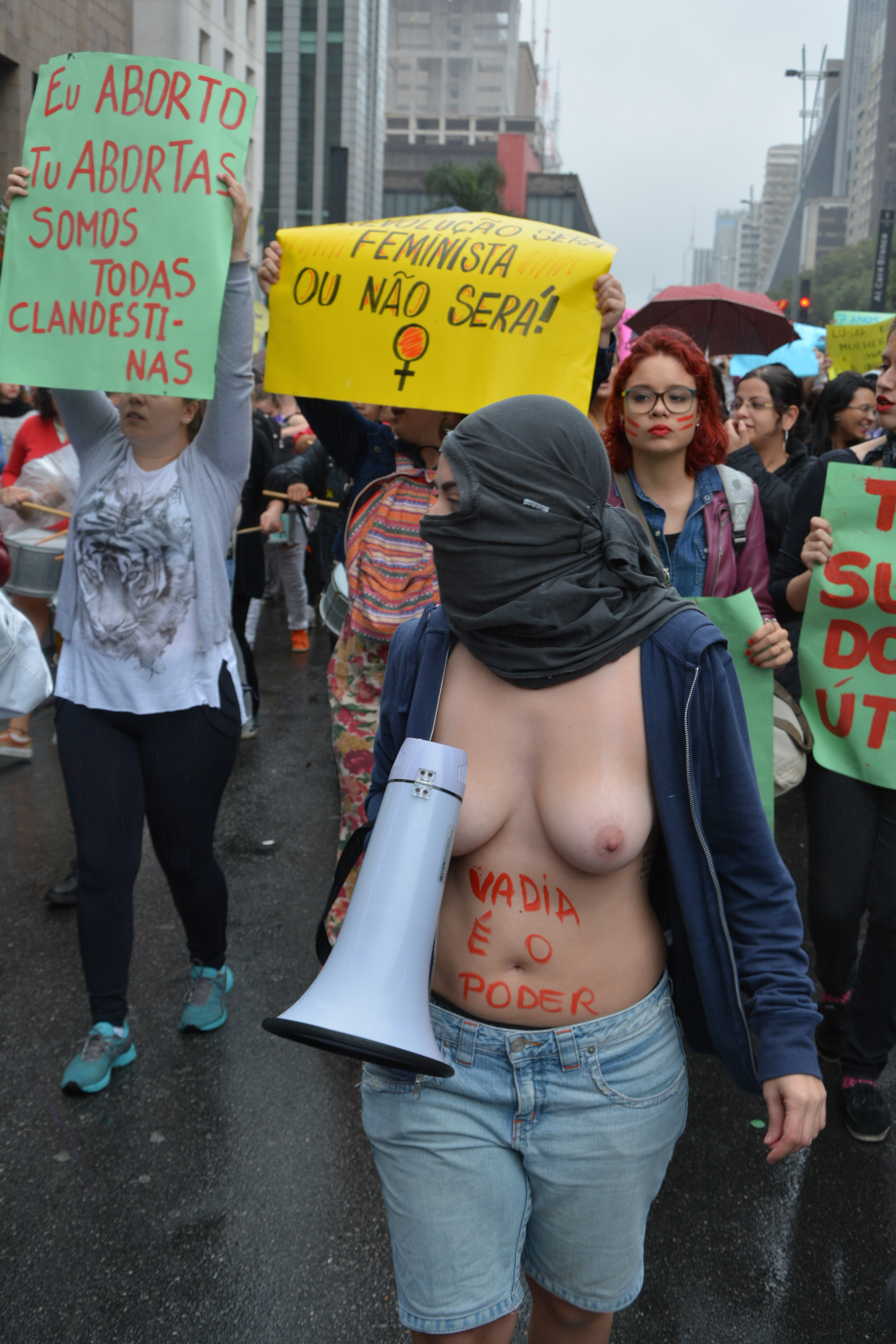
Biểu tình khỏa thân đòi tự do lộ ngực ở São Paulo

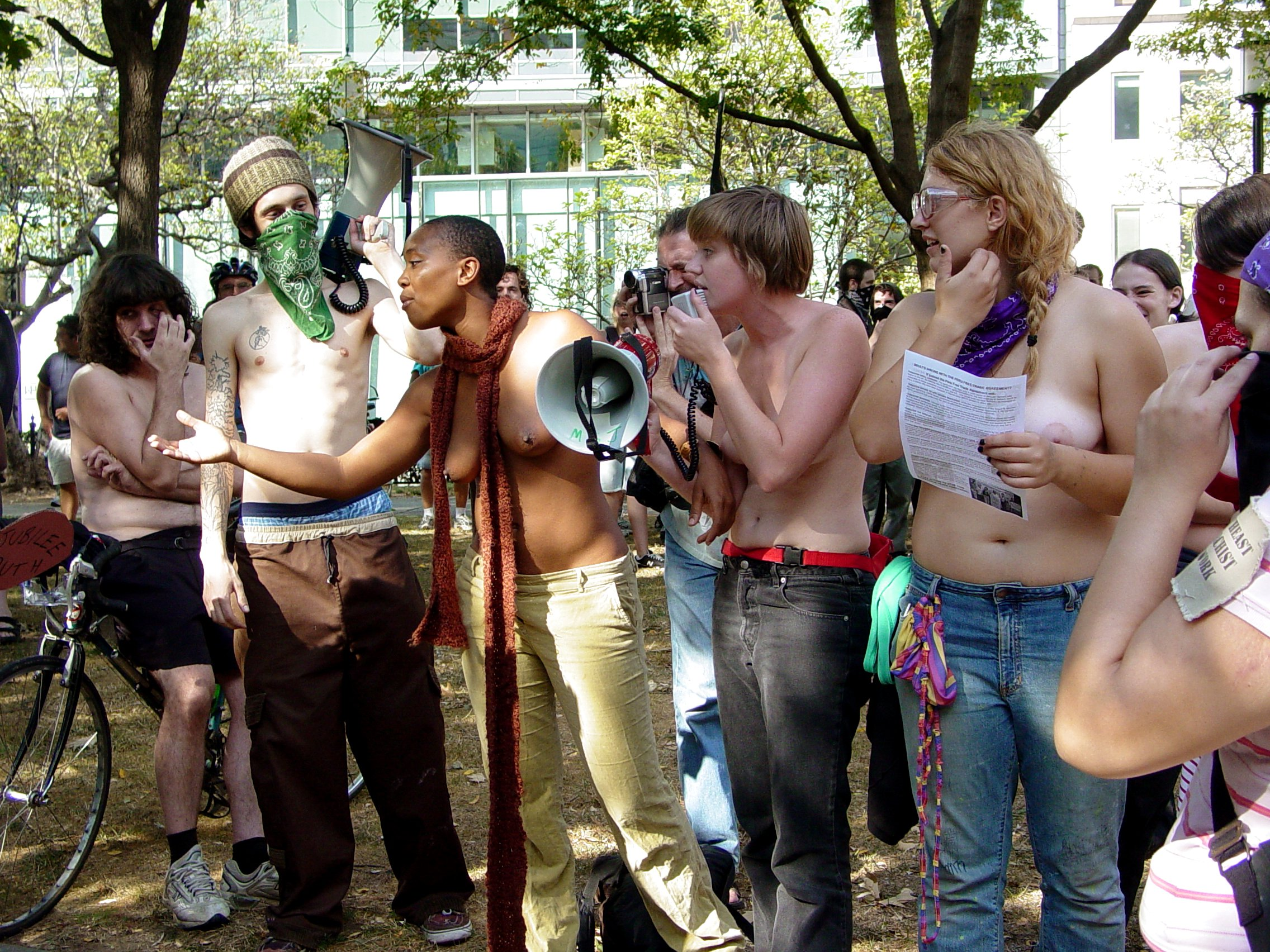
Phong trào biểu tình đòi quyền lộ ngực ở Mỹ

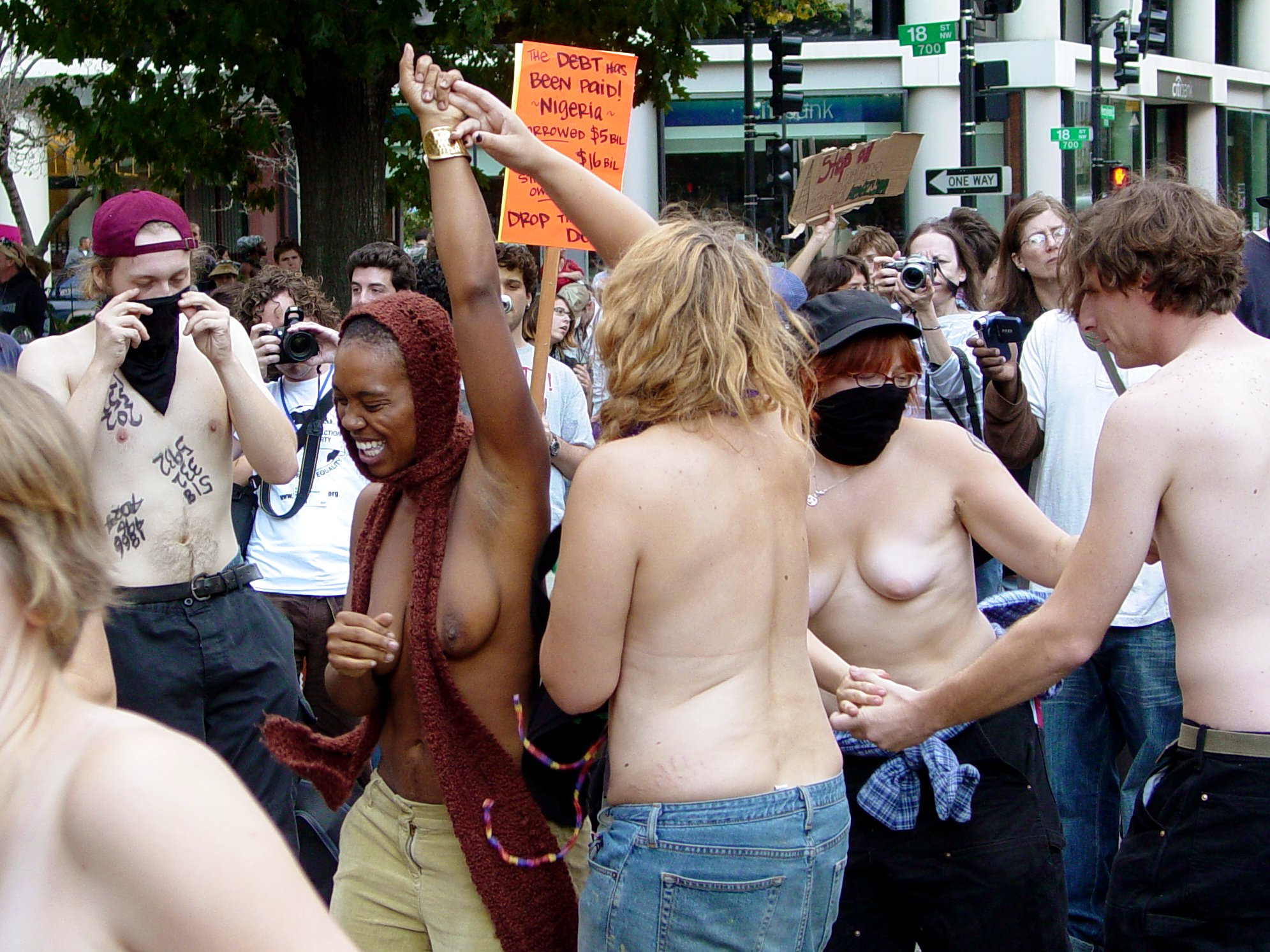
Tranh đấu cho quyền được cởi trần

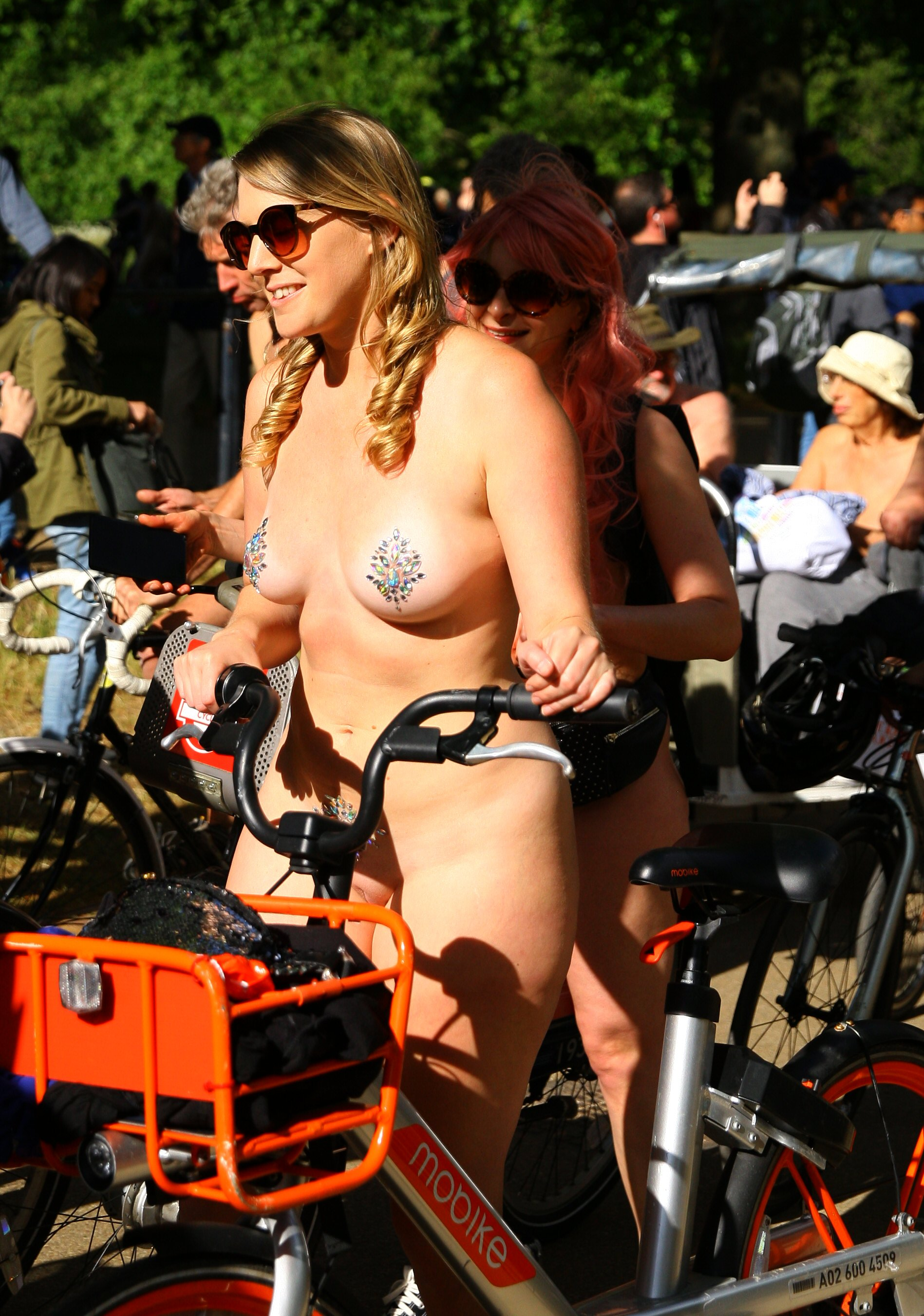
Tự do lộ ngực tại Luân Đôn

Tự do lộ ngực (Topfreedom) là một phong trào văn hóa và chính trị nhằm tìm kiếm những thay đổi trong luật pháp để cho phép phụ nữ được để ngực trần (lộ ngực) ở những nơi công cộng vốn là nơi mà đàn ông được phép để ngực trần, như một hình thức bình đẳng giới. Cụ thể, phong trào tìm cách bãi bỏ hoặc đảo ngược những luật lệ hạn chế quyền của phụ nữ không được che ngực mọi lúc ở nơi công cộng. Ngoài ra, những người ủng hộ quyền tự do hàng đầu đang tìm cách cho phép các bà mẹ cho con bú công khai như là hình thức cho con bú ở nơi công cộng. Một số nơi coi việc phụ nữ để lộ núm vú và quầng vú là không khiêm tốn và trái với chuẩn mực xã hội. Ở nhiều khu vực về mặt pháp lý thì việc một phụ nữ để ngực trần có thể bị buộc tội dâm dục nơi công cộng, phơi bày khiếm nhã, khiêu dâm nơi công cộng hoặc hành vi mất trật tự.
Độc lập với tính hợp pháp của hoạt động này, phụ nữ ngực trần cũng có thể phải đối mặt với sự quấy rối tình dục. Những người ủng hộ tự do lộ ngực tìm cách thay đổi thái độ của cộng đồng đối với bộ ngực như một đối tượng tình dục hoặc không đứng đắn. Ở nhiều nước trên thế giới, cho con bú ở nơi công cộng không phải là điều bất thường. Trong giai đoạn 2006–2010 trở về trước, một số bản tin ở Hoa Kỳ đã loan tin những vụ việc phụ nữ bị từ chối phục vụ hoặc bị quấy rối vì cho con bú ở nơi công cộng. Đáp lại, phần lớn các tiểu bang của Hoa Kỳ đã thông qua luật rõ ràng cho phép điều dưỡng ở nơi công cộng. Chính phủ liên bang Hoa Kỳ ban hành một đạo luật vào năm 1999 trong đó quy định cụ thể rằng "một người phụ nữ có thể cho con bú sữa mẹ tại bất kỳ địa điểm nào trong tòa nhà Liên bang hoặc trên tài sản Liên bang, nếu người phụ nữ và con của cô ấy được phép có mặt tại địa điểm đó". Tuy nhiên, những luật này thường không áp dụng cho các quy tắc do các tổ chức tư nhân hoặc tài sản tư nhân áp đặt, chẳng hạn như nhà hàng, hãng hàng không hoặc trung tâm mua sắm.